# Adilly
 Adilly  es una comuna (municipio) de Francia, en la región de Poitou-Charentes, departamento de Deux-Sèvres, en el distrito y cantón de Parthenay. Está integrada en la Communauté de communes de Parthenay.

## Demografía
| 362 | 342 | 277 | 292 | 296 | 284 |
| Para los censos de 1962 a 1999 la población legal corresponde a la población sin duplicidades (Fuente: INSEE [Consultar]) |     |     |     |     |     |